# Le soldat et le diplomate
Le soldat et le diplomate est le nom donné à une doctrine de la philosophie politique de Raymond Aron. Ce dernier les tient pour les représentants des deux modes de l'État dans le cadre des relations internationales. Cette doctrine s'inscrit dans le sillon de l'école réaliste des relations internationales.

## Concept
En tant que réaliste, Raymond Aron pense les relations internationales sous le prisme d'une alternance entre phases de guerre et de paix et entre les puissances souveraines, seuls sujets de relations internationales,. Il conceptualise l’alternance nécessaire entre ces deux états par deux figures : le soldat et le diplomate. Le premier est le symbole de la modalité d'action de la puissance publique en temps de guerre, tandis que le second est son avatar en temps de paix. Le premier a pour objectif de gagner la paix, l'autre d'empêcher la guerre,. Ils « vivent et symbolisent les relations internationales ».
Parce qu'il pense les relations internationales comme l'alternance entre guerre et paix, entre le soldat et le diplomate, Aron développe une philosophie des relations internationales qui conclut à la nécessité d'une « conduite diplomatico-stratégique », où une fonction épaule l'autre par alternance, et parfois, concomitamment,. Aron se distingue du réalisme classique en soutenant que l'idéologie joue un rôle majeur dans les phases d'alternance et dans les missions des soldats et diplomates. Il conclut que « le vrai réalisme, aujourd'hui, consiste à reconnaître l'action des idéologies sur la conduite diplomatico-stratégique », et que l'on ne peut comprendre l'alternance si l'on ne saisit pas les idéologies qui président aux régimes politiques en jeu.

## Critiques

### Critique relative à l'absence de la société civile mondiale
La thèse d'Aron a été ultérieurement critiquée sur son incapacité à saisir l'ampleur des relations transnationales et du poids de la société civile au sein de l'espace public mondial. Résumer les relations internationales aux activités des États, comme le font les réalistes classiques, évacue la possibilité pour les États d'être en paix sur une durée prolongée et d'établir des relations commerciales, culturelles ou humanitaires irréductibles à la situation de guerre ou de paix.  Frédéric Charillon écrit ainsi que depuis que « le système bipolaire a disparu, des puissances nouvelles ont émergé, et le soldat et le diplomate, chers à Raymond Aron, ont vu leur autorité sur les relations internationales concurrencées férocement ».

### Critique relative aux techniques de guerre en temps de paix
La thèse du soldat et du diplomate a été critiquée pour son réductionnisme. En effet, Aron n'explore pas les techniques de guerre cognitive et de propagande, qui ne constituent pas nécessairement des actes de guerre, et qui par conséquent n'engagent ni le soldat, ni le diplomate, mais l'officier de renseignement. Cet élément est soulevé dans un rapport du ministère de la Défense français en 1983.

### Critique marxiste et économiciste
La thèse est également critiquée par les théories marxistes des relations internationales, qui considèrent que le soldat et le diplomate ne sont que les avatars du capitalisme bourgeois qui cherche à dominer des ressources économiques.